# Perirrhanterion
Een perirrhanterion (Oudgrieks: περίρραντήριον) was een ritueel waterbassin dat aan de ingang van een temenos geplaatst werd om zich te reinigen. Het was meestal gemaakt uit marmer en werd vaak ondersteund door een aantal - drie à vier - korai, die soms ook leibanden vasthielden van leeuwen. Deze laatste gingen waarschijnlijk terug op Syrische en Cypriotische protypes.

## Referentie
- art. Perirrhanterion, in Perseus Encyclopedia (2006).